# Ганьковичи (Минская область)
Ганьковичи (транслит. Hańkavičy) — деревня в Воложинском районе Минской области Беларуси. Входит в состав Городьковского сельсовета.

## География
Расположена в 15 км к северу от Воложина и в 70-75 км к северо-западу от Минска.

## История
При СССР в деревне функционировала общеобразовательная школа в небольшом кирпичном здании. В школе было всего два помещения, училось в среднем около четырёх человек. Позже помещение было преобразовано в деревенский магазин, работал минимум до 1996 года. В настоящее время не работает и находится в собственности Воложинского райпо.